# Журавлинка (Голованівський район)
Журавли́нка — село в Україні, у Голованівській громаді Голованівського району Кіровоградської області України. Населення становить 606 осіб.

## Географія
Селом протікає річка Чумата, права притока Синюхи.

## Населення
Згідно з переписом УРСР 1989 року чисельність наявного населення села становила 573 особи, з яких 233 чоловіки та 340 жінок.
За переписом населення України 2001 року в селі мешкало 605 осіб.

### Мова
Розподіл населення за рідною мовою за даними перепису 2001 року:
| Мова       | Відсоток |
| ---------- | -------- |
| українська | 96,53 %  |
| молдовська | 2,31 %   |
| російська  | 1,16 %   |